# Rathaus (Wolfratshausen)

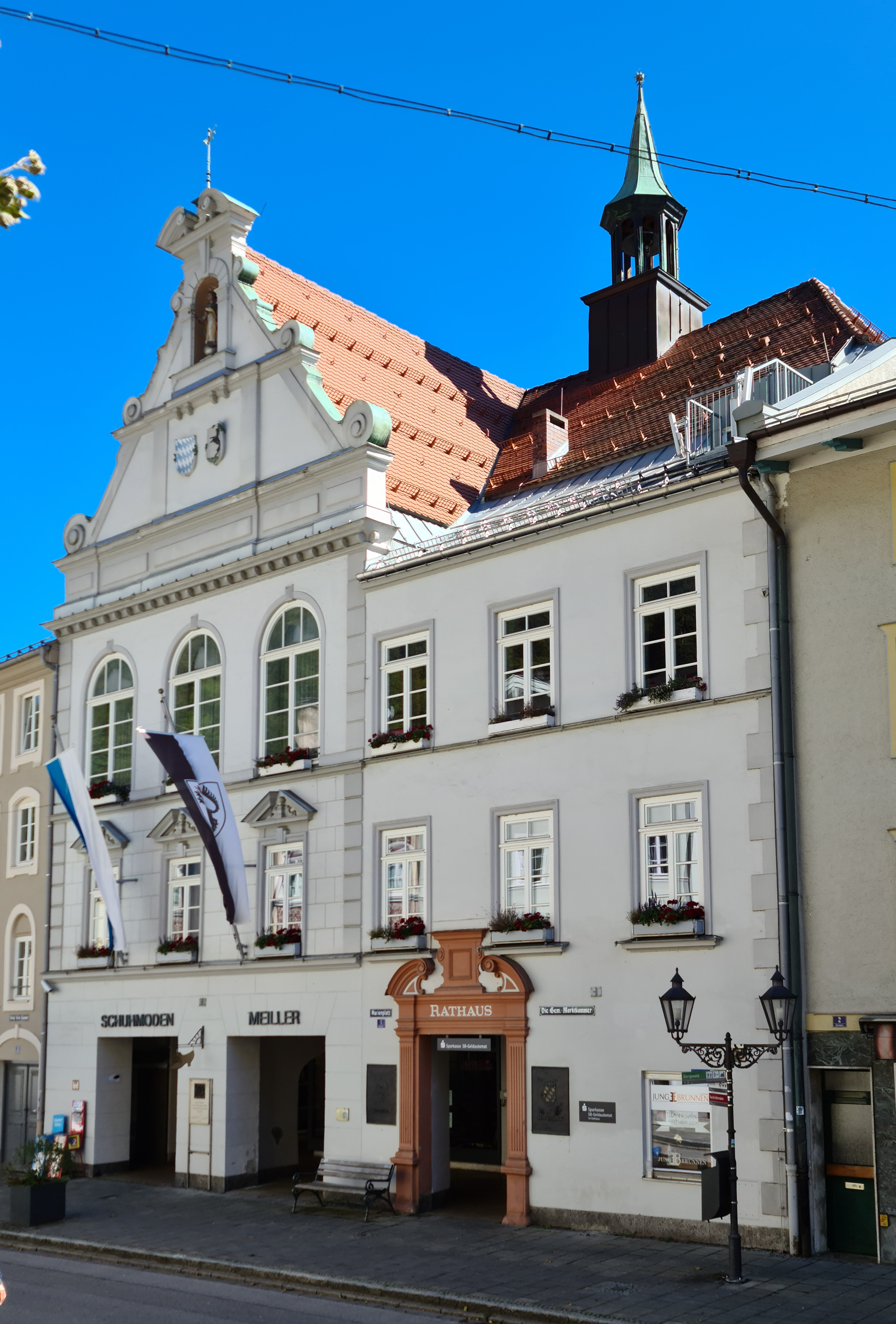
Rathaus in Wolfratshausen

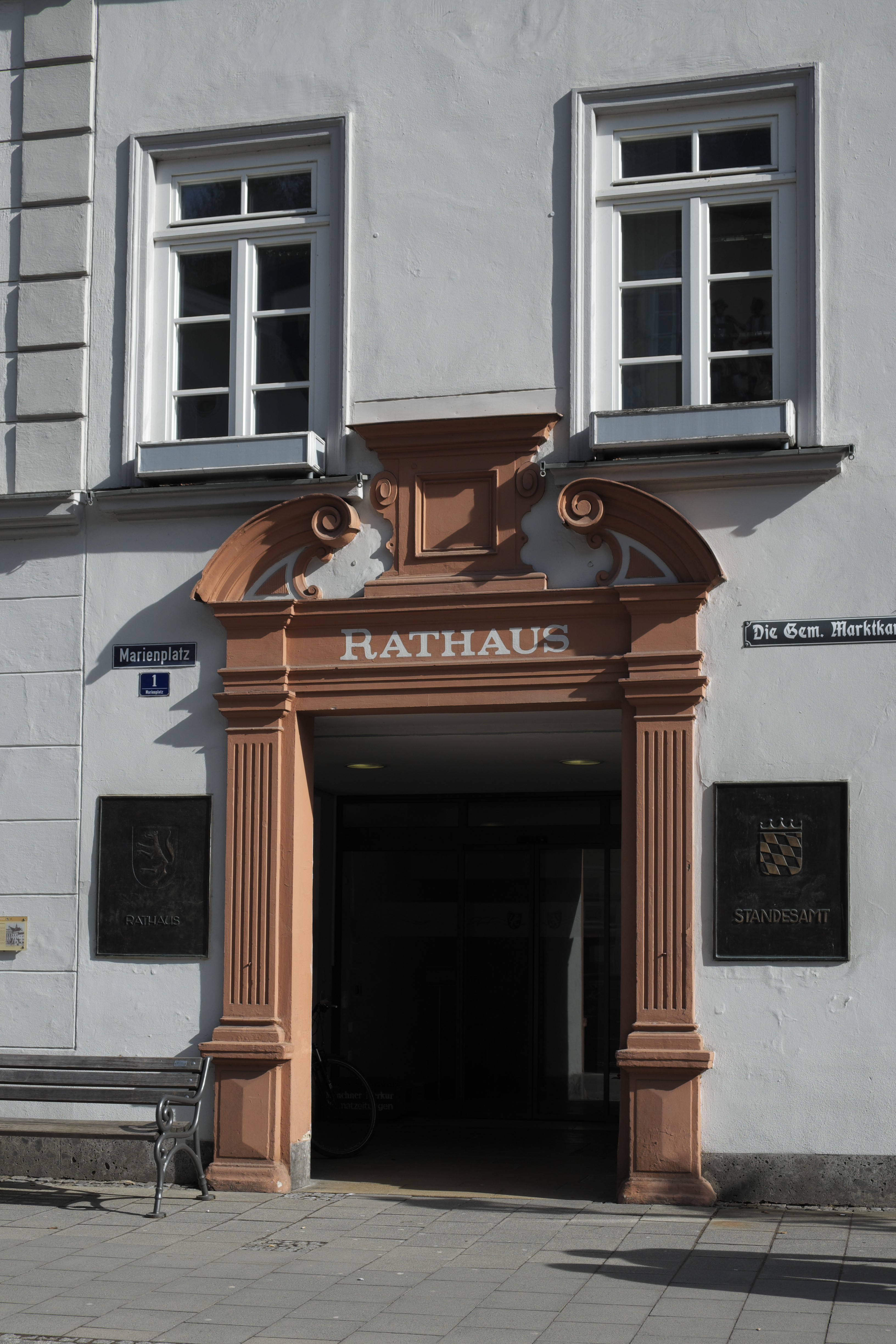
Portal

Das Rathaus in Wolfratshausen, einer Stadt im oberbayerischen Landkreis Bad Tölz-Wolfratshausen, wurde 1805 errichtet. Das Rathaus am Marienplatz 1 ist ein geschütztes Baudenkmal.  

## Beschreibung
Der dreigeschossige putzgegliederte Satteldachbau wurde in Neurenaissanceformen errichtet. Die Giebelädikula und der Dachreiter am seitlichen Walmdachtrakt entstand beim Umbau im Jahr 1890. Das Portal wird von Lisenen gerahmt und von einem gesprengten Giebel bekrönt. 